# Telefone castiçal

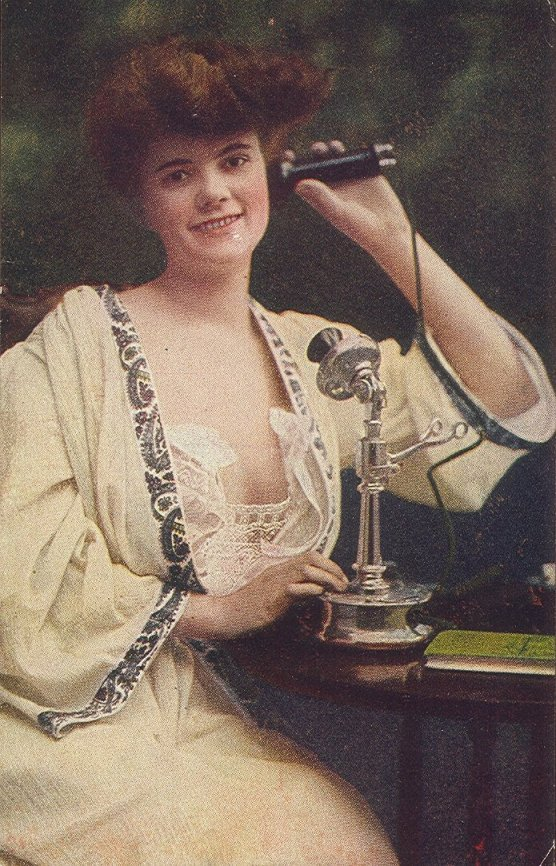
Um telefone castiçal do início do século XX sendo usado para uma chamada.

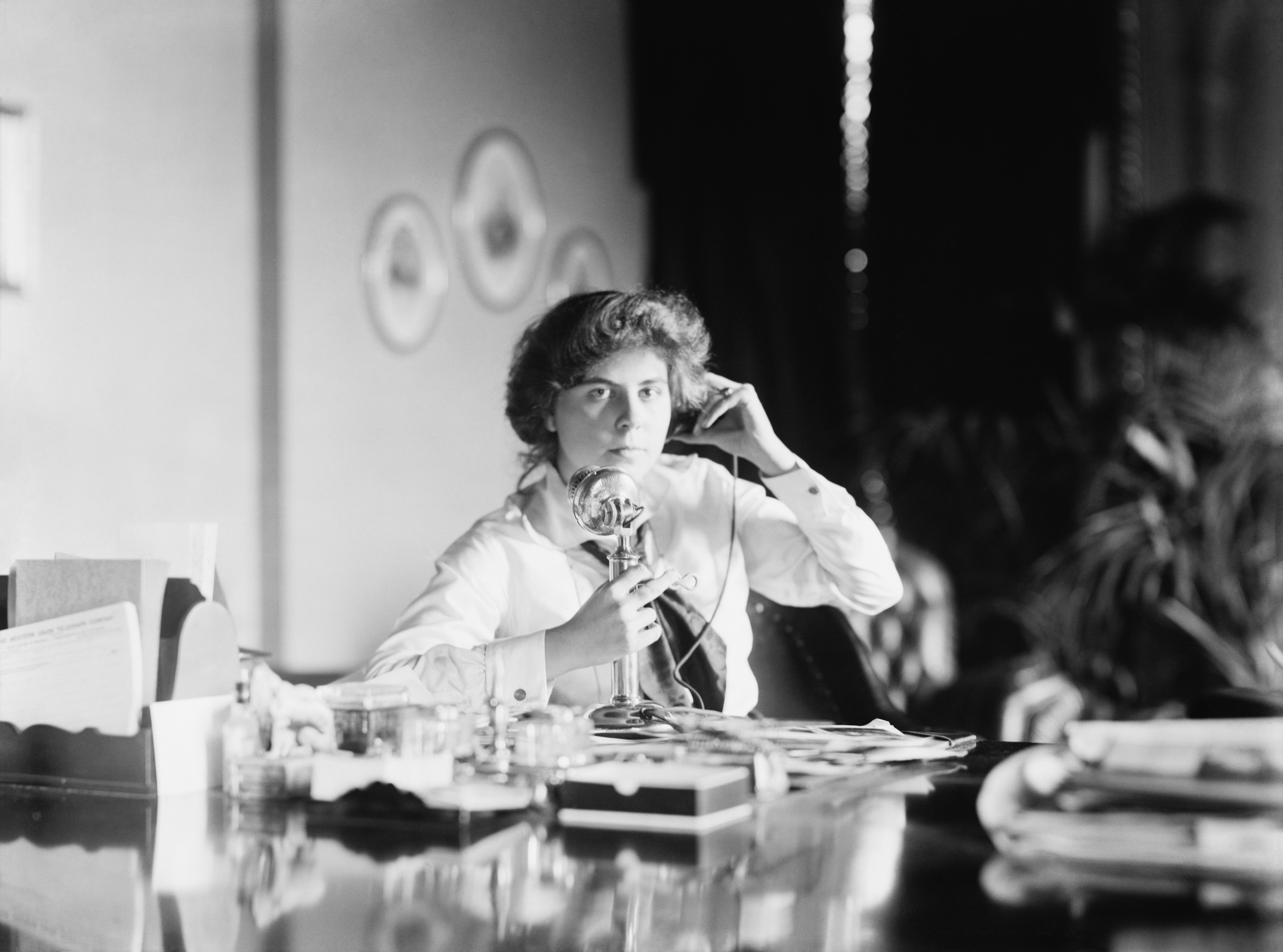
Um telefone castiçal sendo usado por Genevieve Clark Thomson, cerca de 1915.

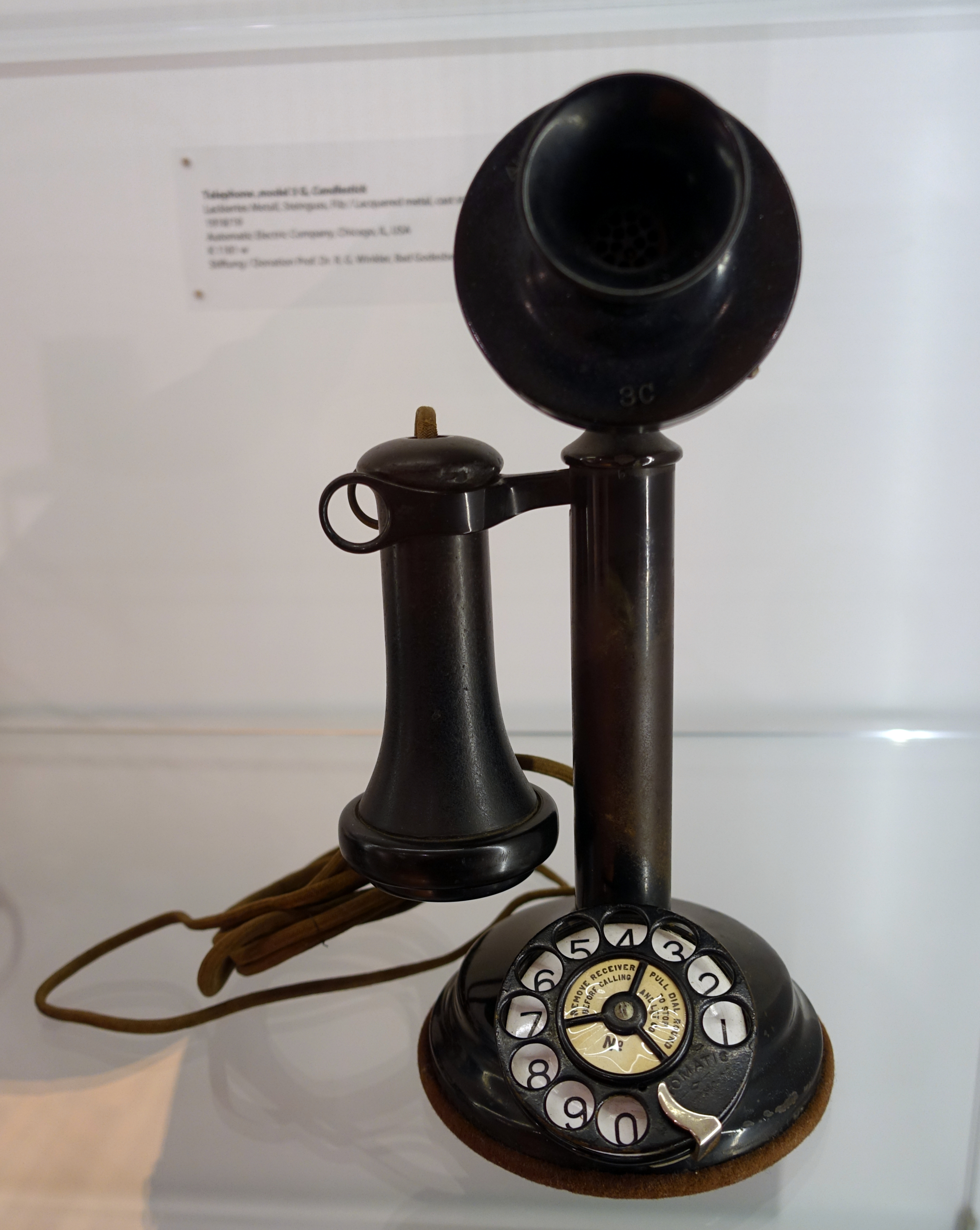
Telefone castiçal no Museu de Artes Aplicadas de Colônia.

O telefone castiçal (candlestick telephone em inglês) é um estilo de telefone comum entre o final da década de 1890 e a década de 1940. Os telefones castiçais apresentavam um bocal (transmissor) montado na parte superior do estande e um receptor (fone de ouvido) que o usuário segurava no ouvido durante uma chamada. Quando o telefone não estava em uso, o receptor repousava no garfo do gancho do interruptor, projetando-se para o lado do suporte, desconectando o circuito de áudio da rede telefônica.

## Design e recursos
Os telefones castiçais foram projetados em uma grande variedade de estilos com recursos variados.
Os castiçais mais reconhecíveis apresentavam uma base com um pescoço cilíndrico vertical estendendo-se na vertical por até 10 polegadas (25 cm) de comprimento. Na parte superior do suporte, estava montado um microfone de carbono (transmissor) para falar e um gancho de interruptor estendendo-se lateralmente sobre o qual pendia um fone de ouvido (receptor). Para fazer ou atender uma chamada telefônica, o usuário retirou o receptor do gancho do comutador, ativando um comutador interno que conecta o telefone à linha telefônica.
Os telefones castiçais exigiam a instalação nas proximidades de um conjunto que abrigava a campainha para anunciar as chamadas recebidas e os circuitos elétricos (capacitor, bobina de indução, gerador de sinalização, terminais de conexão) para conectar o aparelho à rede telefônica.
Quando as trocas telefônicas automáticas foram introduzidas, a base de um castiçal também apresentava um botão rotativo, usado para sinalizar o número de telefone de um destinatário de chamada pretendido.

## Produção
Os telefones dos castiçais foram produzidos em vários modelos por muitos fabricantes. Os principais produtores desses telefones foram Western Electric (uma unidade da AT&T), Automatic Electric Co. (posteriormente adquirida pela GTE), Kellogg Switchboard & Supply Company e Stromberg-Carlson.
O primeiro telefone de castiçal com haste de tubo foi o telefone de mesa Western Electric # 20B patenteado em 1904.
Nas décadas de 1920 e 1930, a tecnologia telefônica mudou para o design de telefones de mesa mais eficientes, com um aparelho com elementos de receptor e transmissor em uma unidade, tornando o uso de um telefone mais conveniente. No entanto, apesar da interrupção da produção, muitos telefones com velas permaneceram em operação, mantidos pelas empresas de telefonia, ao longo dos anos 40 e 50.
Muitas versões em estilo retro do telefone do castiçal foram feitas muito tempo depois que os telefones originais foram obsoletos por empresas como a RadioShack e a empresa Crosley Radio.

## Telefones sucessores
Quando a Western Electric desenvolveu o design moderno de aparelhos modernos na década de 1920, os castiçais da Western Electric foram substituídos por uma série de novos modelos para mesa, começando com a montagem A1 em meados da década de 1920. Era essencialmente um telefone castiçal que tinha seu eixo vertical encurtado para cerca de 4 cm de altura acima da base redonda e tinha um berço em cima, projetado para segurar um fone combinado com os dois fones de ouvido. receptor e o transmissor na mesma unidade. O berço continha um êmbolo que operava o interruptor na base abaixo. O A1 foi distribuído apenas por um período muito curto até a montagem do telefone do tipo B (telefone modelo 102) ser concluída em 1927, um design simplificado que substituiu o eixo do tubo por um formato de cone esculpido. Em 1930, essa base redonda foi redesenhada para a montagem D de pegada oval, para evitar instabilidade da unidade ao discar. Ao mesmo tempo, o circuito elétrico foi atualizado para produzir o telefone modelo 202, o que reduziu a forte característica lateral de projetos anteriores.

## Acessórios
O Hush-A-Phone era como um mini megafone criado em 1920 para deslizar sobre o telefone do castiçal.

## Influências posteriores do design
O Ericofon, ou "Telefone Cobra", é um telefone com uma única peça de plástico, no estilo castiçal/vertical, criado pela Ericsson e comercializado durante a segunda metade do século XX. Foi o primeiro design de telefone comercializado no mercado a incorporar o dial e o fone de ouvido em uma única unidade. Devido ao seu estilo e influência no design futuro do telefone, o Ericofon é considerado um dos desenhos industriais mais significativos do século XX e faz parte da coleção do Museu de Arte Moderna.

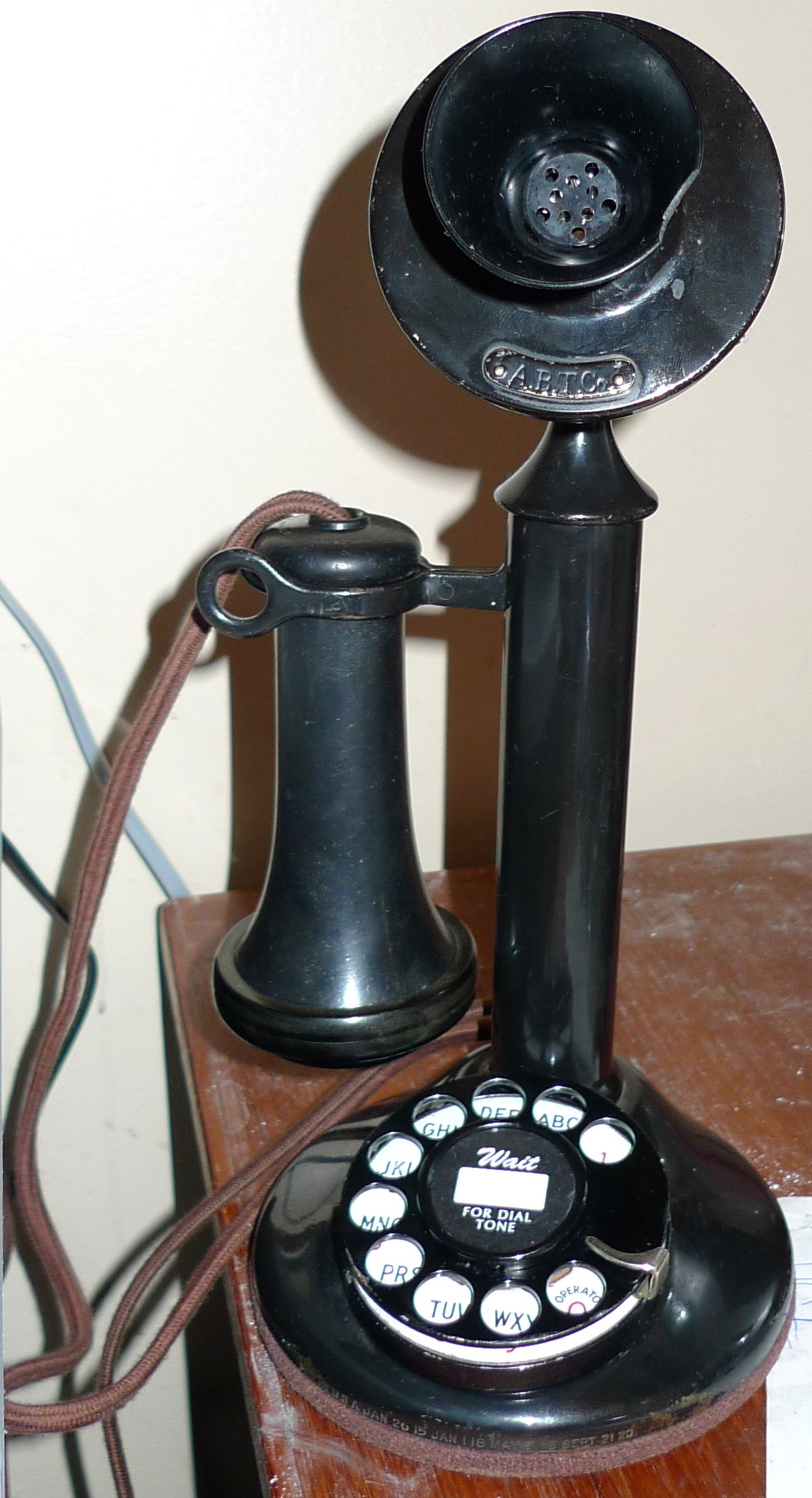
Um telefone castiçal da dácada de 1920 da Western Electric.
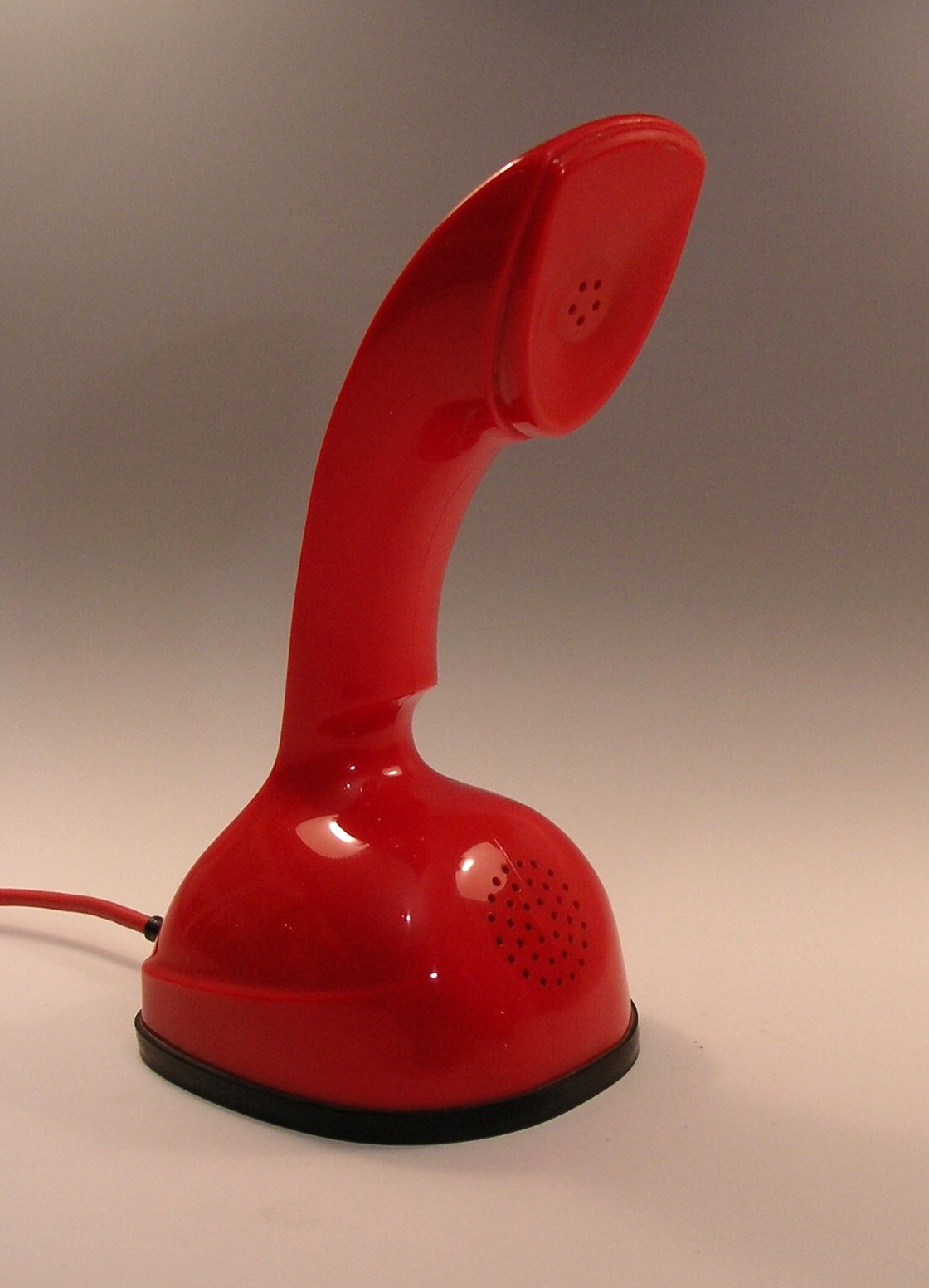
Uma versão vermelha do Ericofon de 1956, criada pela Ericsson Company.